# Mouriri brevipes
Mouriri brevipes là một loài thực vật có hoa trong họ Mua. Loài này được Hook. mô tả khoa học đầu tiên năm 1840.